# Essex Senior Football League 2009–10
Essex Senior Football League 2009–10 là mùa giải thứ 39 trong lịch sử Essex Senior Football League, một giải đấu bóng đá ở Anh. Stansted vô địch giải đấu, nhưng không được lên hạng vì không đáp ứng đủ điều kiện sân bãi. League Cup và Gordon Brasted Memorial Trophy đều được trao cho Bethnal Green United.

## Premier Division
Premier Division mùa giải này ít hơn 3 đội so với mùa trước:
- Bethnal Green United, thăng hạng với tư cách vô địch Middlesex County League.
- Witham Town, xuống hạng từ Isthmian League.
- Tiptree United, chuyển từ Eastern Counties League.

Có 1 đội thay đổi tên:
- Mauritius Sports Association, formerly Mauritius Sports & Pennant.

Và 1 đội bóng rời giải:
- Romford, thăng hạng Isthmian League Division One North.

### Bảng xếp hạng
| XH | Đội                  | Tr | T  | H  | T  | BT | BB | HS  | Đ    | Lên hay xuống hạng       |
| -- | -------------------- | -- | -- | -- | -- | -- | -- | --- | ---- | ------------------------ |
| 1  | Stansted (C)         | 34 | 22 | 8  | 4  | 99 | 35 | +64 | 74   |                          |
| 2  | Witham Town          | 34 | 22 | 5  | 7  | 81 | 44 | +37 | 068* |                          |
| 3  | Burnham Ramblers     | 34 | 20 | 7  | 7  | 86 | 44 | +42 | 67   |                          |
| 4  | Enfield 1893         | 34 | 19 | 7  | 8  | 63 | 38 | +25 | 063† |                          |
| 5  | Bethnal Green United | 34 | 17 | 10 | 7  | 73 | 38 | +35 | 61   |                          |
| 6  | Southend Manor       | 34 | 15 | 9  | 10 | 66 | 47 | +19 | 54   |                          |
| 7  | Barking              | 34 | 16 | 6  | 12 | 49 | 33 | +16 | 54   |                          |
| 8  | Takeley              | 34 | 16 | 7  | 11 | 55 | 40 | +15 | 052* |                          |
| 9  | Barkingside          | 34 | 15 | 10 | 9  | 62 | 50 | +12 | 052* |                          |
| 10 | Sawbridgeworth Town  | 34 | 13 | 6  | 15 | 44 | 75 | −31 | 45   |                          |
| 11 | Hullbridge Sports    | 34 | 10 | 10 | 14 | 50 | 54 | −4  | 40   |                          |
| 12 | Basildon United      | 34 | 12 | 6  | 16 | 47 | 69 | −22 | 039* |                          |
| 13 | London APSA          | 34 | 10 | 7  | 17 | 38 | 55 | −17 | 37   |                          |
| 14 | Tiptree United       | 34 | 11 | 1  | 22 | 49 | 82 | −33 | 34   | Hợp nhất với Maldon Town |
| 15 | Eton Manor           | 34 | 8  | 9  | 17 | 57 | 71 | −14 | 33   |                          |
| 16 | Clapton              | 34 | 9  | 3  | 22 | 38 | 86 | −48 | 30   |                          |
| 17 | Bowers & Pitsea      | 34 | 8  | 5  | 21 | 48 | 77 | −29 | 29   |                          |
| 18 | Mauritius Sports     | 34 | 3  | 4  | 27 | 30 | 97 | −67 | 13   |                          |

Nguồn: Football.mitoo
Quy tắc xếp hạng: 1. Điểm; 2. Hiệu số bàn thắng; 3. Số bàn thắng.
(VĐ) = Vô địch; (XH) = Xuống hạng; (LH) = Lên hạng; (O) = Thắng trận Play-off; (A) = Lọt vào vòng sau. 
Chỉ được áp dụng khi mùa giải chưa kết thúc: 
(Q) = Lọt vào vòng đấu cụ thể của giải đấu đã nêu; (TQ) = Giành vé dự giải đấu, nhưng chưa tới vòng đấu đã nêu.

Bản mẫu:Bóng đá Anh 2009–10